# Sanjin Halimović
Sanjin Halimović (Sanski Most, 31. svibnja 1969.) bosanskohercegovački je potpredsjednik Stranke demokratske akcije BiH i ministar razvoja, poduzetništva i obrta u Vladi Federacije BiH.

## Životopis
Doktorirao je na fakultetu veterinarske medicine. Bio je i direktor JP Veterinarska stanica i načelnik općine Sanski Most. Profesor je na sveučilištima u Sarajevu, Mostaru i Bihaću. Govori engleski, talijanski i njemački jezik.